# Indio (elemento)
El indio es un elemento químico de número atómico 49 situado en el grupo 13 y el período 5 de la tabla periódica de los elementos. Su símbolo es In. Es un metal poco abundante, maleable, fácilmente fundible, químicamente similar al aluminio y al galio, pero más parecido al zinc (de hecho, la principal fuente de obtención de este metal es a partir de los minerales de zinc). Su principal aplicación está en las pantallas táctiles, en forma de óxido de indio y de estaño.

## Historia
El indio fue descubierto por Ferdinand Reich y Theodor Richter en 1863 cuando estaban investigando la presencia de  talio en unos minerales de zinc mediante un espectrógrafo. Fue aislado por Ritcher en 1867.

## Propiedades

### Físicas

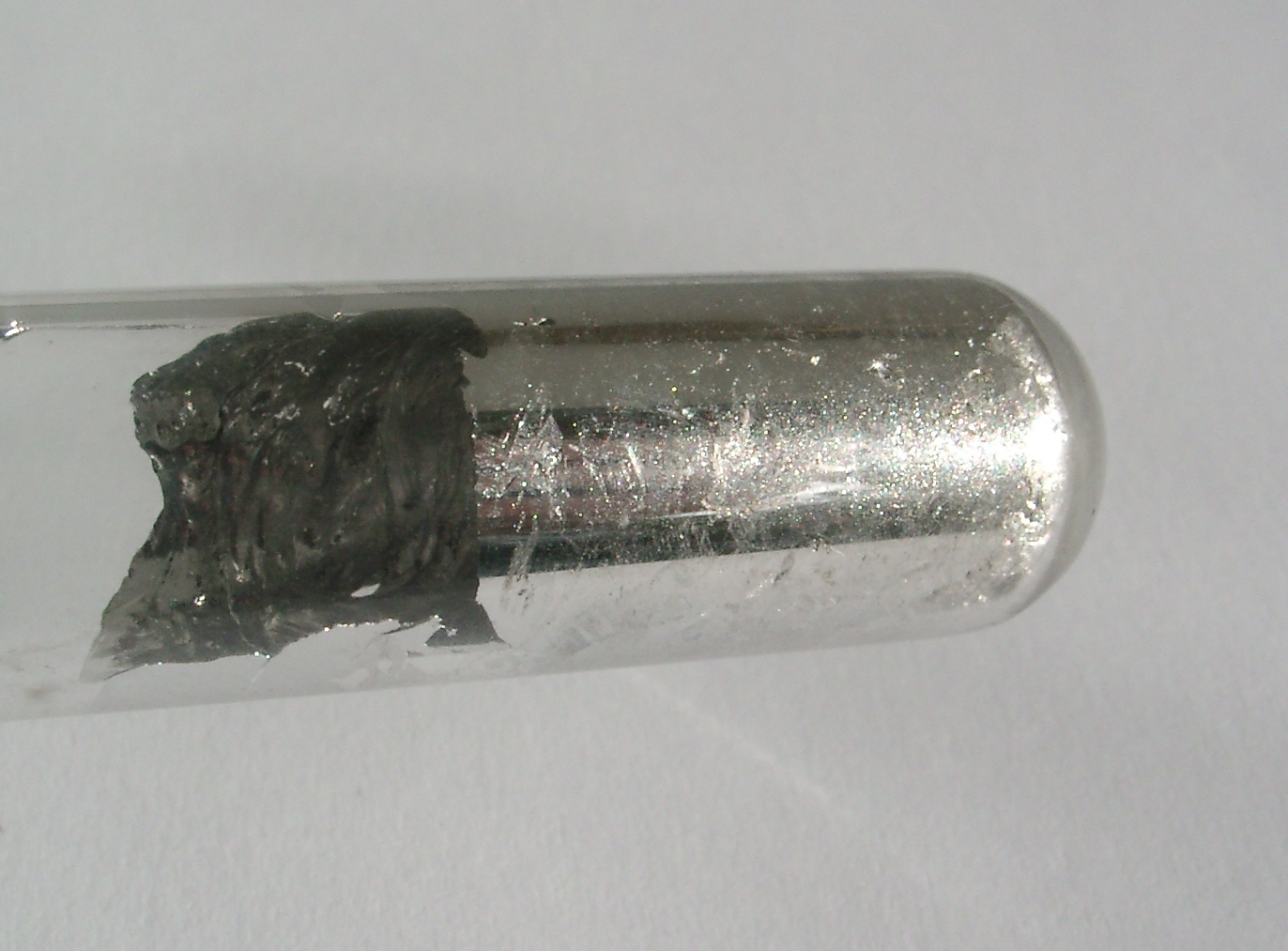
El indio moja la superficie de vidrio de un tubo de ensayo.

El indio es un metal blanco plateado, altamente dúctil de post-transición con un lustre brillante. Es tan blando (dureza Mohs 1,2) que, al igual que el sodio, se puede cortar con un cuchillo. También deja una línea visible en el papel. Es un miembro del grupo 13 en la tabla periódica y sus propiedades son principalmente intermedias entre sus vecinos verticales galio y talio. Al igual que el estaño, cuando el indio se dobla se oye un grito agudo, un sonido crepitante debido al hermanamiento de cristales. Al igual que el galio, el indio es capaz de mojar el vidrio. Como ambos, el indio tiene un punto de fusión bajo, 156,60 °C (313,88 °F); más alto que su homólogo más ligero, el galio, pero más bajo que su homólogo más pesado, el talio, y más bajo que el estaño. El punto de ebullición es de 2072 °C (3762 °F), más alto que el del talio, pero más bajo que el del galio, a la inversa de la tendencia general de los puntos de fusión, pero de forma similar a las tendencias hacia abajo de los otros grupos de metales posteriores a la transición debido a la debilidad del enlace metálico con pocos electrones deslocalizados.
La densidad del indio, 7.31 g/cm3, es mayor que la del galio, pero menor que la del talio. Por debajo de la temperatura crítica, 3.41 K, el indio es superconductor. El indio se cristaliza en una estructura de cuerpo centrado en sistema cristalino tetragonal en el grupo espacial I4/mmm (parámetros de red: a = 325 pm, c = 495 pm): lo cual forma una estructura cristalina cúbica de cara centrada  ligeramente distorsionada, donde cada átomo de indio tiene cuatro vecinos a una distancia de 324 pm y ocho vecinos un poco más lejos (336 pm). El indio posee una solubilidad mayor en mercurio líquido que en cualquier otro metal (más del 50 por ciento en masa de indio a 0 °C). El indio presenta una respuesta viscoplástica dúctil, la cual es independiente del tamaño en tensión y compresión. Sin embargo posee un size effect al doblado y la indentación, asociado a una escala de longitud del orden de 50–100 µm, significativamente grande si se le compara con otros metales.

### Químicas
El indio tiene 49 electrones, con una configuración electrónica de [Kr]4d105s25p1. En los compuestos, el indio suele donar los tres electrones más externos para convertirse en indio (III), In3+. En algunos casos, el par de electrones 5s no se donan, lo que da como resultado indio(I), In+. La estabilización del estado monovalente de la valencia (química) se atribuye al efecto del par inerte, en el que los efectos relativistas de la química cuántica relativista estabilizan el orbital 5s, observado en elementos más pesados. El talio (la homología más pesada del indio) muestra un efecto aún más fuerte, haciendo que la oxidación al talio(I) sea más probable que al talio(III), mientras que el galio (el homólogo liviano del indio) por lo general solo presenta un estado de oxidación +3. Así, aunque el talio(III) es un agente oxidante moderadamente fuerte, el indio(III) no lo es, y muchos compuestos de indio(I) son poderosos agentes reductores. Si bien la energía requerida para incluir los electrones s en el enlace químico es más baja para el indio entre los metales del grupo 13, las energías de enlace disminuyen hacia abajo en el grupo, de modo que por el indio, la energía liberada al formar dos enlaces adicionales y alcanzar el estado +3 no es siempre suficiente para compensar la energía necesaria para involucrar a los electrones 5s. El óxido e hidróxido de indio (I) son más básicos y el óxido e hidróxido de indio (III) son más ácidos.
Una serie de potenciales de electrodo estándar, dependiendo de la reacción de que se trate, se informan para el indio, lo que refleja la disminución de la estabilidad del estado de oxidación +3:
| In2+ + e−   | ⇌ In+  | E0 = −0.40 V   |
| In3+ + e−   | ⇌ In2+ | E0 = −0.49 V   |
| In3+ + 2 e− | ⇌ In+  | E0 = −0.443 V  |
| In3+ + 3 e− | ⇌ In   | E0 = −0.3382 V |
| In+ + e−    | ⇌ In   | E0 = −0.14 V   |

El indio metálico no reacciona con el agua, pero es oxidado por agentes oxidantes más fuertes, como los halógenos, para dar compuestos de indio (III). No forma boruro, siliciuro o carburo, y el hidruro InH3 tiene, en el mejor de los casos, una existencia transitoria en soluciones etéreas a bajas temperaturas, siendo lo suficientemente inestable como para polimerizar espontáneamente sin coordinación. El indio es bastante básico en solución acuosa, mostrando solo ligeras características anfóteras y, a diferencia de sus homólogos más ligeros, el aluminio y el galio, es insoluble en soluciones acuosas alcalinas.

### Isótopos
El indio tiene 39 isótopos conocidos, que varían en número de masa de 97 a 135. Solo dos isótopos ocurren naturalmente como nucleidos primordiales: indio-113, el único isótopo estable, y el indio-115, que tiene una vida media de 4,41×1014 años, cuatro órdenes de magnitud mayor que la edad del Universo y casi 30.000 veces mayor que la del torio natural. La vida media de 115In es muy larga porque decae mediante beta a 115Sn está restringida por la regla de selección, es decir por su spin o giro angular intrínseco. El indio-115 constituye el 95,7% de todo el indio. El indio es uno de los tres elementos conocidos (los otros son el telurio y el renio) cuyo isótopo estable es menos abundante en la naturaleza que los radioisótopos primordiales de larga vida.
El artificial isótopo más estable es el indio-111, con una vida media de aproximadamente 2,8 días. Todos los demás isótopos tienen vidas medias inferiores a 5 horas. El indio también tiene 47 metaestados, entre los cuales el indio-114m1 (vida media de aproximadamente 49,51 días) es el más estable, más estable que el estado fundamental de cualquier isótopo de indio que no sea el primordial. Todo decae por transición isomérica. Los isótopos de indio más livianos que 115In se descomponen predominantemente a través de captura de electrones o emisión de positrones para formar cadmio isótopos, mientras que los otros isótopos de indio de 115In y mayor predominantemente se desintegran a través de la desintegración beta-menos para formar isótopos de estaño.

## Características principales

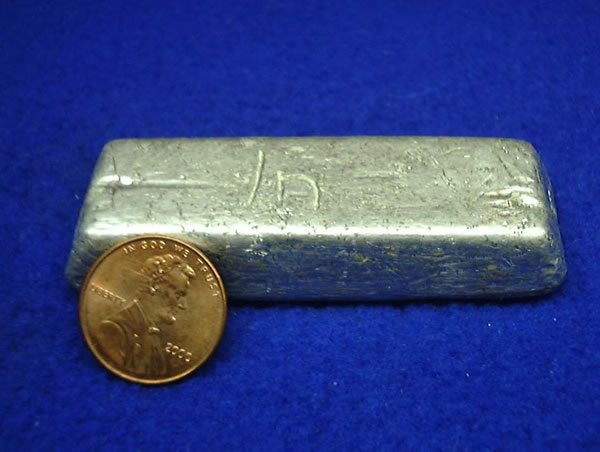
Lingote de indio.

El indio es un metal blanco plateado, muy blando, que presenta un lustre brillante. Cuando se dobla el metal emite un sonido característico.
Su estado de oxidación más característico es el +3, aunque también presenta el +2 en algunos compuestos.

## Aplicaciones
Se empleó principalmente durante la Segunda Guerra Mundial como recubrimiento en motores aeronáuticos de alto rendimiento. Después de esto se ha destinado a nuevas aplicaciones en aleaciones, en soldadura y en la industria electrónica.
A mediados y finales de los años 80 despertó interés el uso de sulfuros de indio semiconductores y películas delgadas de óxido de indio y estaño para el desarrollo de pantallas de cristal líquido (LID). Esto se debe a que el uso del indio permitió la obtención del color azul en los LED, que se había resistido durante años.
Otras aplicaciones:
- En la fabricación de aleaciones de bajo punto de fusión. Una aleación con un 24% de indio y un 76% de galio es líquida a temperatura ambiente.
- Para hacer fotoconductores, transistores de germanio, rectificadores y termistores.
- Se puede depositar sobre otros metales y evaporarse sobre un vidrio formando un espejo tan bueno como los hechos con plata, pero más resistente a la corrosión.
- Su óxido se emplea en la fabricación de paneles electro luminiscentes.
- El óxido de indio y estaño se emplea abundantemente para la fabricación de electrodos transparentes como los presentes en pantallas táctiles, tales como las de teléfonos móviles o tabletas.
- En la medicina nuclear se utiliza un radioisótopo de In, el 111 In asociado a anticuerpos monoclonaes, (Capromab) en contra del antígeno prostático específico de membrana para el diagnóstico por imagen del cáncer de próstata.[17]

## Abundancia y producción

Tendencia de la producción mundial

Se estima que en la corteza terrestre hay unos 0,24 ppm de indio (aproximadamente tan abundante como la plata). El principal productor de indio es China, que produjo 300 toneladas en 2002. Se espera que el indio se acabe antes de 2050, por lo que, teniendo en cuenta la situación que existía en 2011, es de importancia la inversión en investigación de materiales sustitutos para producir electrodos transparentes y conductores para dispositivos táctiles, tales como los presentes en teléfonos móviles, tabletas o pantallas didácticas. Se piensa que láminas muy finas de grafeno podrían reemplazar al óxido de indio y estaño para esta función. La compañía coreana Samsung ya ha realizado algunos prototipos de pantallas táctiles con grafeno, aunque aún queda mucho por investigar para llegar a obtener el mismo rendimiento que con el óxido de indio y estaño.
Los minerales de indio son raros por lo que no se utilizan como fuente industrial. Los más representativos son la roquesita (CuInS2) y la dzhalindita [In(OH)3].
El indio se produce exclusivamente como subproducto durante el procesamiento de los minerales de otros metales. Su principal material de origen son los minerales de zinc sulfídico, donde se aloja sobre todo en la esfalerita. Probablemente también se extraen cantidades menores de los minerales de cobre sulfídico. Durante el proceso de fundición de zinc, el indio se acumula en los residuos ricos en hierro. De ellos puede extraerse de diferentes maneras. También puede recuperarse directamente de las soluciones del proceso. La purificación posterior se realiza mediante electrólisis. El proceso exacto varía según el modo de funcionamiento de la fundición.
Su condición de subproducto significa que la producción de indio está limitada por la cantidad de minerales sulfídicos de zinc (y cobre) que se extraen cada año. Por lo tanto, su disponibilidad debe analizarse en términos de potencial de suministro. El potencial de suministro de un subproducto se define como la cantidad que es económicamente extraíble de sus materiales anfitriones por año en las condiciones actuales del mercado (es decir, tecnología y precio). Las reservas y los recursos no son relevantes para los subproductos, ya que no pueden ser extraídos independientemente de los productos principales. Estimaciones recientes sitúan el potencial de suministro de indio en un mínimo de 1.300 t/año a partir de minerales de zinc sulfídico y 20 t/año a partir de minerales de cobre sulfídico. Estas cifras son significativamente mayores que la producción actual (655 t en 2016). Por lo tanto, será posible que se produzcan importantes incrementos futuros en la producción de subproductos de indio sin que se produzcan aumentos significativos en los costes de producción o en el precio. El precio medio del indio en 2016 fue de 240 dólares/kg, por debajo de los 705 dólares/kg de 2014.
China es uno de los principales productores de indio (290 toneladas en 2016), seguida de Corea del Sur (195 t), Japón (70 t) y Canadá (65 t). La refinería Teck Resources en Trail, Columbia Británica, es un gran productor de indio de una sola fuente, con una producción de 32,5 toneladas en 2005, 41,8 toneladas en 2004 y 36,1 toneladas en 2003.
El principal consumo de indio en el mundo es la producción de pantallas de cristal líquido (LCD). La demanda aumentó rápidamente desde finales de la década de 1990 hasta 2010 con la popularidad de los monitores de ordenador LCD y los televisores, que ahora representan el 50% del consumo de indio. El aumento de la eficiencia en la fabricación y el reciclaje (especialmente en Japón) mantienen el equilibrio entre la demanda y la oferta. Según el PNUMA, la tasa de reciclaje del indio al final de su vida útil es inferior al 1%. El precio medio del indio en el 2000 fue de 188 dólares por kilogramo.

## Precauciones
Hay ciertas evidencias no confirmadas que sugieren que el indio presenta una toxicidad baja. Sin embargo, en la industria de semiconductores y de soldadura, en donde las exposiciones son relativamente altas, no ha habido noticias de efectos colaterales. Sería necesario realizar estudios al respecto.